# Avondale House (Grangemouth)
Avondale House ist ein Herrenhaus nahe der schottischen Stadt Grangemouth in der Council Area Falkirk. Das Anwesen mit mehreren Außengebäuden liegt isoliert südöstlich von Grangemouth in der Nähe des Flusses Avon, von welchem sich sein Name ableitet. Architektonisch weist es Merkmale des neogotischen Stils mit Türmchen und Zinnen auf. 1972 wurde das Bauwerk in die schottischen Denkmallisten in der Kategorie B aufgenommen.

## Geschichte
Das Gebäude stammt aus dem 16. Jahrhundert. Das exakte Baujahr ist nicht verzeichnet. Es gehörte zu den Besitztümern des Clans Hamilton und später der Dukes of Hamilton. Im 18. Jahrhundert wurde Avondale House im neogotischen Stil überarbeitet. Für die Planung könnte der Architekt James Gillespie Graham verantwortlich zeichnen. Im frühen 19. Jahrhundert war William Logan Eigentümer des Anwesens. Ergänzungen wurden um 1820 hinzugefügt. 1922 erwarb die Salveston-Familie Avondale House. Während des Zweiten Weltkriegs wurde es als Krankenhaus genutzt.
Spätestens seit 1990 steht Avondale House leer, als es in das schottische Register gefährdeter, denkmalgeschützter Bauwerke eingetragen wurde. Zu diesem Zeitpunkt betreute ein Hausmeister das Gebäude in Vollzeit. Trotzdem befand sich Avondale House baulich in schlechtem Zustand, weshalb 1992 das Dach ausgebessert wurde. In den folgenden Jahrzehnten gab es mehrere Pläne zur Weiternutzung und Restaurierung von Avondale House, welche jedoch nicht ausgeführt wurden. Sein Zustand wurde zuletzt 2011 als schlecht mit moderater Gefährdung beschrieben.

## Stallungen

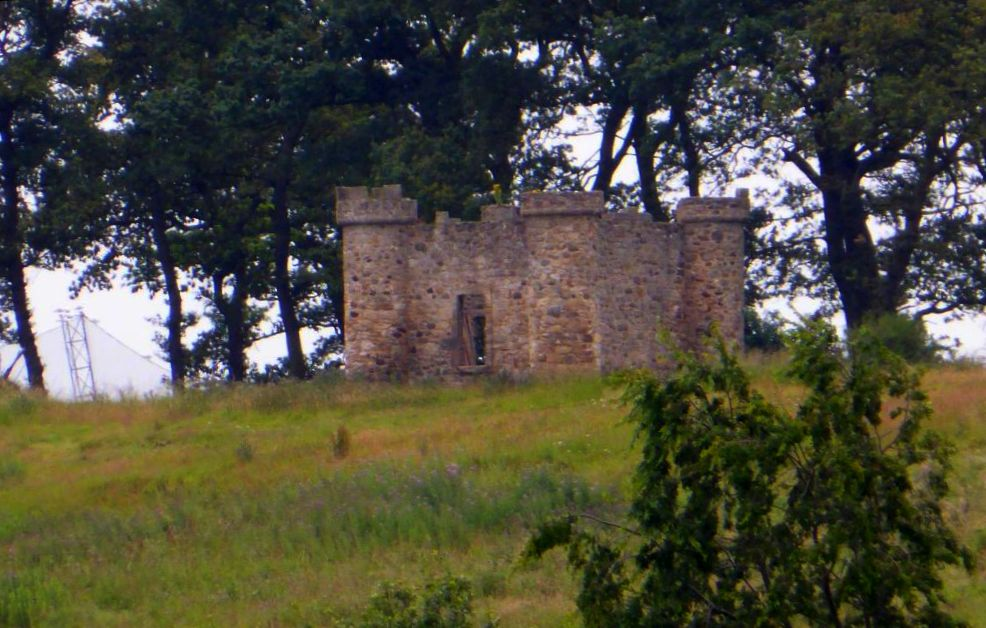
Folly von Avondale House

Die Stallungen von Avondale House liegen rund 150 m südwestlich des Herrenhauses. Sie sind als Einzeldenkmal der Kategorie B klassifiziert. Wie auch Avondale House sind sie im neogotischen Stil gehalten und stammen aus dem frühen 19. Jahrhundert und somit aus der Umgestaltungsphase des Herrenhauses. Die hohen Torwege zu dem umschlossenen Innenhof sind mit Spitzbögen gearbeitet. Zinnen krönen die aus Bruchstein bestehenden Außenmauern. Die Dächer sind mit Schieferschindeln eingedeckt. 1995 erfolgte der Eintrag in das Register gefährdeter, denkmalgeschützter Bauwerke in Schottland. Der Zustand wurde zuletzt 2011 als sehr schlecht bei moderater Gefährdung eingestuft. Im April 2013 stürzten Teile des Bauwerks infolge eines Sturms ein.

## Folly
Der Folly von Avondale House liegt auf einer leichten Anhöhe rund 300 m südsüdwestlich des Herrenhauses. Er ist als Einzeldenkmal der Kategorie B klassifiziert. Es handelt sich um einen kleinen Pavillon mit quadratischem Grundriss. Türme ragen von jeder Gebäudekante auf. Der Folly ist scheinbewehrt mit einer zinnenbewehrten Brüstung. Heute ist das Dach eingestürzt und der Zustand des Bauwerks ruinös.